# Gregorio di Utrecht
Gregorio di Utrecht (Treviri, 700 circa – Utrecht, 780) è stato un abate e vescovo tedesco.
Egli nacque da nobile famiglia di Treviri. Il padre Alberico era figlio di Addula, che durante la sua vedovanza fu badessa di Pfalzel (Palatiolum), nei pressi di Treviri.

## Biografia
Egli venne inizialmente educato a Pfalzel. Quando, nel 722, san Bonifacio passò da Treviri diretto dalla Frisia in Assia e Turingia, soggiornò in questo convento. A Bonifacio fu chiesto di leggere le scritture durante i pasti. Egli le spiegò e si dilungò sui meriti di una vita dedicata all'apostolato, il che ispirò Gregorio nel seguirlo.
Egli quindi ne divenne discepolo e successivamente aiutante nella conversione della Germania, accompagnandolo nei suoi viaggi. Nel 738 san Bonifacio si recò a Roma lo accompagnò e portò con sé numerosi libri per la sua biblioteca. Verso il 750 Gregorio divenne abate del convento di san Martino ad Utrecht. Nel 744 san Villibrordo, il primo vescovo di Utrecht, era deceduto senza successori. San Bonifacio prese in carico la diocesi nominando sant'Eobano suo amministratore. Nel 754 Bonifacio partì per la sua ultima missione accompagnato da sant'Eobano, che ne condividerà il martirio. Dopo di che papa Stefano II e Pipino il Breve ordinarono a Gregorio di occuparsi della diocesi: è per questo motivo che egli viene talvolta chiamato "vescovo", benché non sia mai stato consacrato come tale.
La scuola della sua abbazia, la Martinsstift, una specie di seminario per missionari, era allora un centro di formazione di molti popoli: franchi, frisoni, sassoni, bavaresi e svevi. Anche l'Inghilterra vi mandava allievi, nonostante essa avesse ottime scuole proprie. Fra i suoi discepoli san Ludgero è forse il più noto, essendo successivamente divenuto il primo vescovo di Münster ed inoltre fu l'autore della Vita di san Gregorio (Vita Gregorii), nella quale descrive le sue virtù, il suo sprezzo della ricchezza, la sua sobrietà, il suo spirito indulgente e i suoi atti di carità.
Circa tre anni prima della morte Gregorio fu colpito da una paralisi al lato sinistro che a poco a poco si estese a tutto il corpo. All'approssimarsi della morte egli si trascinò in chiesa ove morì.

## Culto
Le sue reliquie vennero conservate ad Utrecht e nel 1421 e nel 1597 subirono una ricognizione episcopale. Una grande parte del suo capo si trova nella chiesa dedicata a santa Amalberga a Susteren, ove nel settembre del 1885 fu sottoposta a ricognizione sotto la supervisione del vescovo di Roermond, Joannes Augustus Paredis. Una lettera scritta da san lullo, vescovo di Magonza, a san Gregorio è conservata tuttora.
La memoria liturgica di san Gregorio di Utrecht cade il 25 agosto.